# Goniastrea peresi
Goniastrea peresi là một loài san hô trong họ Faviidae. Loài này được Faure and Pichon mô tả khoa học năm 1978.